# 横山诺克
横山诺克（日语：横山 ノック/よこやま ノック，1932年1月30日—2007年5月3日），
本名山田勇，是日本政治人物、漫才、主持人，曾担任众议院议员、大阪府知事。